# 罗伯特·卡特 (篮球运动员)
小罗伯特·劳伦斯·卡特（1994年4月4日—）為美國男子籃球運動員，最後效力於韓國籃球聯賽原州DB新世代。

## 職業生涯
2016年4月7日，卡特宣布放棄大學最後一年的參賽資格，投入NBA选秀。6月24日，卡特在NBA选秀上未獲任何球隊青睞後以自由球員身份加入金州勇士，代表金州勇士參加夏季联赛。7月30日，意大利篮球甲级联赛布林迪西簽下卡特。
2017年8月12日，立陶宛籃球聯賽維爾紐斯利杜禾斯引進卡特。12月5日，卡特與維爾紐斯利杜禾斯終止合約關係，轉戰土耳其籃球超級聯賽（TBSL）加濟安泰普。2018年7月23日，加濟安泰普與卡特簽下為期一年的新合約。8月13日，卡特退出與加濟安泰普的合約，與中国男子篮球职业联赛浙江金牛簽約。卡特不曾代表浙江金牛出賽過。12月23日，TBSL阿夫永市簽下卡特。
2019年7月24日，B1聯賽島根魔術簽下卡特。2020年9月18日，B1聯賽橫濱海盜簽下卡特。2021年6月18日，B1聯賽三遠新鳳凰簽下卡特。2022年4月8日，三遠新鳳凰與卡特終止合約關係。8月10日，以色列籃球超級聯賽海爾茲利亞之子簽下卡特頂替齐纳努·欧努阿库的位置。2023年7月20日，海爾茲利亞之子與卡特完成續約。12月14日，卡特離開海爾茲利亞之子。12月21日，韓國籃球聯賽（KBL）安養正官庄赤紅火箭完成註冊卡特，頂替奧馬里·斯佩爾曼。2024年7月10日，KBL原州DB新世代宣布引進卡特。2025年2月10日，卡特被奧馬里·斯佩爾曼頂替。2月25日，原州DB新世代引進卡特短暫頂替齐纳努·欧努阿库。3月10日，欧努阿库重返球隊。

## 外部連結
- 罗伯特·卡特在fiba.basketball（英语）
- 罗伯特·卡特在歐洲籃球聯賽（英语）
- 罗伯特·卡特在土耳其籃球超級聯賽（英语）
- 罗伯特·卡特在義大利籃球聯賽（意大利语）
- 罗伯特·卡特在B聯賽（日语）
- 罗伯特·卡特在韓國籃球聯賽（英语）
- 罗伯特·卡特在Basketball-Reference.com（國際）（英语）
- 罗伯特·卡特在Sports-Reference.com（NCAA）（英语）
- 罗伯特·卡特在Eurobasket.com（球員）（英语）
- 罗伯特·卡特在Proballers（英语）
- 罗伯特·卡特在RealGM（英语）
- 罗伯特·卡特在Flashscore（英语）